# Österbottens välfärdsområde
Österbottens välfärdsområde (finska: Pohjanmaan hyvinvointialue) är ett av de 21 välfärdsområdena i Finland. Välfärdsområdet grundades som en del av reformen som berör social- och hälsovården och räddningsväsendet i Finland, och det omfattar samma område som Österbottens landskap. Välfärdsområdet är tvåspråkigt.

Österbottens välfärdsområde.

## Kommuner
Området ansvarar för social- och hälsovård, räddningsväsendets tjänster samt elevhälsans psykolog- och kuratorstjänster från och med 1 januari 2023 för invånarna i följande fjorton kommuner:

- Jakobstad
- Kaskö
- Korsholm
- Korsnäs
- Kristinestad
- Kronoby
- Laihela
- Larsmo
- Malax
- Nykarleby
- Närpes
- Pedersöre
- Vasa
- Vörå

I april 2022 fanns det tillsammans 175 829 invånare i Österbottens välfärdsområde.

## Tjänster
Från och med 1 januari 2023 överförs ansvaret för att ordna social- och hälsovårdstjänsterna och räddningsväsendet från kommuner och samkommuner till välfärdsområdena. Enligt lag ska kommuners och samkommuners gällande avtal överföras till välfärdsområden.

### Sjukvård
Välfärdsområdets centralsjukhus är Vasa centralsjukhus. Speciellsjukvård ordnas i Åbo universitetscentralsjukhus.

### Räddningsverk
Österbottens räddningsverk är verksamma i området.

## Beslutsfattande

### Välfärdsområdesvalet
Vid välfärdsområdesval utses välfärdsområdesfullmäktige för välfärdsområdena, som ansvarar för ordnandet av social- och hälsovården och räddningsväsendet från och med den 1 januari 2023. Välfärdsområdena har självstyre och den högsta beslutanderätten utövas av välfärdsområdesfullmäktige. Välfärdsområdesval förrättas samtidigt med kommunalval.
Det första välfärdsområdesvalet hölls den 23 januari 2022. Då valdes 59 personer till välfärdsområdesfullmäktige.

### Välfärdsområdesfullmäktige
Välfärdsområdesfullmäktige ansvarar för välfärdsområdets verksamhet och ekonomi. Fullmäktige fattar beslut om årsbudgeten, godkänner bokslutet och ansvarar för strategiska linjer.

### Mandatfördelning
|  | 8 |  | 5 |  | 32 | 4 | 6 |

| 31 | 28 |

|  | 10 |  |  |  | 28 | 6 | 7 |